# Francisco González de Cossío Martínez
Francisco González de Cossío Martínez (Santiago de Querétaro; 1941) es un economista mexicano. Miembro de carrera del Servicio Exterior Mexicano desde 1983; cónsul general de México en Houston, Denver y Corpus Christi; embajador de México ante Arabia Saudita, Jordania y Omán. Miembro del Partido Revolucionario Institucional.

## Semblanza
Nació la ciudad de Querétaro en 1941, siendo su padre el abogado e historiador, Francisco González de Cossío y Rivera hermano del ingeniero químico, Manuel González de Cosío, quien fuera nieto del otrora ingeniero porfirista, Francisco González de Cosío Arauz; y su madre Elodia Martínez Ferrer.
Se licenció en economía por la Universidad Nacional Autónoma de México y fue maestro en administración por la Universidad Cornell, de Estados Unidos de 1965 a 1967. Desempeñó de Gerente de marca de Procter and Gramble de México de 1967 a 1968. Gerente de Mercados y Publicidad de Cordemex de 1969 a 1970. Ocupó el cargo de Consejero de Asuntos Económicos de la Misión de México ante la ONU en la Secretaría de Relaciones Exteriores de 1973 a 1976. Subdirector General de Asuntos Económicos Internacionales de 1977 a 1981, Embajador en Arabia Saudita de 1981 a 1985 y director general de Relaciones Económicas Bilaterales de 1985.Miembro de la Academia de Derecho Internacional.
Nombrado Delegado de la Secretaría de Relaciones Exteriores en Querétaro en el 2003.

## Obras
La inversión del capital: procedimientos para la evaluación de proyectos de inversión de capital (1973).